# Radio ZET
Radio ZET è un'emittente radiofonica polacca fondata nel 1990 e di proprietà di Eurozet.